# Aleksandar Saša Ilić
Aleksandar Saša Ilić (Sremska Mitrovica, 2. jun 1977) srpski je profesor, baletski igrač, koreograf  i pesnik. Diplomirani je komunikolog i magistar koreografije, osnivač i predsednik Udruženja profesionalnih baletskih igrača, koreografa i baletskih pedagoga Srbija (2009-). Odlukom Skupštine grada Beograda od 2017. do 2020. imenovan je za Umetničkog direktora BELEF-a.  Funkciju direktora Kulturnog centra Beograda obavljao je od 2019. do 2023. godine.

## Biografija
On je diplomirani komunikolog i magistar koreografije. Od najranije mladosti opredeljuje se za umetnički poziv te posle osnovne škole upisuje srednju muzičku školu „Isidor Bajić“ u Novom Sadu, a zatim, nekoliko godina kasnije, i srednju baletsku školu „Lujo Davičo“ u Beogradu, diplomira u klasi Ivanke Lukateli 1999. godine. Na Trinity Laban Konzervatorijumu u Londonu ( 2011-12. UK) u klasi Prof. Tony Thatchera završava postdiplomske studije Odsek koreografija.
Već tokom srednje škole, 1998. godine, započinje baletsku karijeru u Narodnom pozorištu u Beogradu gde ubrzo biva angažovan kao član ansambla. Posle niza solističkih uloga, Balet Narodnog pozorišta u Beogradu ga promoviše i angažuje kao prvog solistu 2005. godine. Kao igrač, Aleksandar interpretira celokupni repertoar od klasičnog i neoklasičnog do savremenog baleta i 2003. godine dobija priznanje Narodnog pozorišta u Beogradu za rad i doprinos.
Najznačajnije uloge u baletima: Lakrdijaš i Pas de trois (I čin) „Labudovo jezero“ Dimitrije Parlić; Plava ptica „Uspavana lepotica“ Vladimir Logunov; Benvolio „Romeo i Julija“ Dimitrije Parlić; Mladić „Faust - Valpurgijska noć“ Dušan Trninić; Pas de deux (I čin) „Žizela“ Leonid Lavrovski; Merkur „Adrijana Lakuvrer“ Vladimir Logunov; „Vukovi, Žar Ptica, Posvećenje proleća“ Dytmar Sayffert; Majkl „Dr DŽekil Mr Hajd“ Vladimir Logunov; Faustin „Dama s kamelijama“ Lidija Pilipenko; Miško „Ko to tamo peva“ Staša Zurovac; Alanson „Kraljica Margo“ Krunislav Simić i dr.

## Koreografija
Kao koreograf, debitovao je 1999. godine na Festivalu koreografskih minijatura.Njegove koreografije, u kojima istražuje različite pokrete i pravce izražavanja, prikazuju se u Srbiji i regionu.Tokom karijere sarađivao je sa Lidijom Pilipenko, Stašom Zurovcem, Ditmartom Sajfertom, Mari-Klod Pjetragalom, Jiry Kilijanom, Polom Lajfutom, Renatom Zanelom, Vladimirom Logunovim, Krunislavom Simićem i Konstantinom Kustjukovim koji su svaki na svoj način uticali na njegov dalji razvoj kao koreografa.

### Baleti
- Viva la vida! (Narodno pozorište u Beogradu, 2009)[5];
- Lisabonska priča (Narodno pozorište u Beogradu, 2010)[тражи се извор];
- Praznik ljubavi (Madlenianum opera i teatara, 2011);
- Balada o mesecu lutalici i Sobareva metla (Madlenianum opera i teatara, 2012);
- Alisa u zemlju čuda (Narodno pozorište Sarajevo, 2017)[6];
- Pepeljuga (Makedonska Nacionalna opera i balet, 2022)

### Opere
- Melanholični snovi grofa Save Vladisavića (Narodno pozorište u Beogradu, 2015);
- Čarobna frula (Narodno pozorište u Beogradu, 2015);
- Don Đovani (Narodno pozorište Sarajevo, 2016);
- Služavka gospodarica (Narodno pozorište u Beogradu, 2016);
- Bela ruža (Dorćol Platz, 2016);
- Viva La Mama – operne zgode i nezgode (Narodno pozorište Sarajevo, 2017);
- Don Đovani (Kombank dvorana 2018);
- Krunisanje Popeje (Narodno pozorište u Beogradu, 2019);
- Don Đovani (Ustanova kulture Vuk Karadžić 2019);
- Don Đovani (Plimpton Shattuck Black Box teatar Boston 2019);
- Hagar & Išmael (Plimpton Shattuck Black Box teatar Boston 2019):
- Semi i Remi (Plimpton Shattuck Black Box teatar Boston 2019);
- Rigoleto (Srpsko narodno pozorište Novi Sad, 2019)[7];
- Faust (Srpsko narodno pozorište Novi Sad, 2019);
- Orfej i Euridika (Narodno pozorište u Beogradu, 2021);
- Aida (Srpsko narodno pozorište Novi Sad, 2021);
- Vladimir i Kosara (Srpsko narodno pozorište Novi Sad, 2021).
- Telefon (Narodno pozorište Sarajevo, 2022)[8];

### Plesne predstave, instalacije i performansi
- Fond Mila i kućni ljubimci (Bitef teatar, 2010);
- Iza ogledala (Kulturni centar Reks, 2011);
- My phobia - Pteronophobia (Laban konzervatorijum London, 2012);
- Plesni teatar Gospođe (Narodno pozorište u Beogradu, 2014)[9];
- Igra Save Šumanovića – Beračice (Institut za umetničku igru, 2015)[10];
- Reminiscencija (Festival Velenje, 2015);
- Četiri pesme za Tađa (Narodno pozorište u Beogradu, 2016);
- Posle soneta (Madlenianum opera i teatara, 2016);
- Sabalazan u dolini Sv. Florijana (Bosanski kulturni centar 2017);
- Čarobni breg (UK Vuk Karadžić 2019);
- Igra Uma (The Green Room Productions d.o.o, 2020);
- Grand Hotel (Madlenianum opera i teatara, 2021);
- Igra s mitom (Zagrebački plesni centar, 2021).

### Dečije predstave
- Čarobni pasulj (Pozorište lutaka „Pinokio”, Beograd, 2008);
- Legenda o tebi (Atelje 212, 2013);
- Zvezdica Spavalica (Dom kulture Velenje, 2018)[11];
- Možiček (Hiša kulture Celje, 2021).

## Gostovanja

### Kao igrač (osvarena gostovanja sa Narodnim pozorištem)
- Čudesni Mandarin, Festival mandarina Budimpešta 27. mart 2001. godine;
- Evgenije Onjegin, Miškolc  2004. godine;
- Odisej, koreografa Lambrou Lambrosa, Kipar, 2004. godine;
- Ko to tamo peva, Festival Bogota, Kolumbija 2006. godine[12];
- Ko to tamo peva, Toronto, Otava, Kanada 2006. godina;
- Kraljica Margo, Bogota, Kolumbija 2008. godina;
- Kraljica Margo, Meksiko, 2010. godine;
- Kraljica Margo, Španija, 2010. godine;
- Ko to tamo peva, Aleksandrija, Egipat, 2010. godina;
- Ko to tamo peva, Sarajevo, Bosna i Hercegovina 2013. godina;
- Ko to tamo peva, Banja Luka, Bosna i Hercegovina 2019. godina;
- i dr.

### Kao koreograf
- My phobia - Pteronophobia, Laban konzervatorijum London, 2012. godine;
- Gostovanje baleta Praznik ljubavi u NR Kina Daking, Šangaj i Urumči 2012. godine;
- Gostovanje baleta Praznik ljubavi u NR Kina Jinan, Dizhou, Šangaj i Xuzhou 2014. godine;
- Reminiscencija, Festival Velenje, 2015. godine;
- Don Đovani, Narodno pozorište Sarajevo, 2016. godine;
- Sabalazan u dolini Sv. Florijana, Bosanski kulturni centar 2017. godine;
- Viva La Mama – operne zgode i nezgode, Narodno pozorište Sarajevo, 2017. godine;
- Don Đovani, Plimpton Shattuck Black Box teatar Boston, 2019. godine[13];
- Hagar & Išmael, Plimpton Shattuck Black Box teatar Boston, 2019 godine:
- Semi i Remi, Plimpton Shattuck Black Box teatar Boston, 2019.godine;

## Izdavaštvo
Autor je knjiga stihova „Praznik srca“ (1999-2010), „U prisustvu šapata“ (2013). U saradnji s Teodorom Sujić preveo i izdao knjigu „Modeliranje baletskih repertitora“ Tanje Vujisik (2019). Glavni i odgovorni urednik publikacije za umetničku igru Stepart (deset brojeva godišnje).

## Nagrade i priznanja
- Treće mesto Festival koreografskih minijatura 1999. godina;
- Nagrada Narodnog pozorišta u Beogradu za specijalni doprinos 2002. godina;
- Nagrada grada Beograda 2005. godina;
- Pohvala Festival koreografskih minijatura 2006. godina;
- Dve kolektivne Nagrade Dimitrije Parlić Ko to tamo peva i Šest plesova 2005. i 2010. godine;
- Nagrada za za najbolju predstavu Praznik ljubavi izvedenu u NR Kini u okviru Kineskog međunarodnog festivala mladih u Šangaju 2012. godina;
- Nagrade za životno delo Filip Višnjić 2014. godina[15].
- Zlatne značke kulturno prosvetne zajednice Srbije 2016. godina[16];
- Nagrade Ujedinjenih Nacija - Muzički Ambasador 2019. godina[17];
- Nagrada Stenway Hall u Njujorku 2019. godina[18];
- Specijalna nagrada Universal Artist festivala u Bostonu 2019. godina[19];

## Pedagogija
- Osnivač je prvog i jedinog akreditovanog Studijskog programa za umetničku igru u Srbiji.
- Osnivač je Međunarodne platforme Balkan Dance Project koja okuplja i umrežava umetnike na prostoru Balkana i bivše Jugoslavije.
- Jedan je od osnivača Baletske škole u Gračanici (Kosovo i Metohija) i rukovodilac Međunarodnog letnjeg kampa za umetničku igru u Vranju[20][21].
- 2015. godine izabran u zvanje vanrednog profesora za užu naučnu oblast Dramske i audiovizuelne umetnosti.
- Odlukom Skupštine grada Beograda januara 2017. imenovan je za Umetničkog direktora BELEF-a.
- U saradnji Instituta za umetničku igru i Madlenainum opere i teatra oragnizator RESEO prolećne konferencije pod nazivom Opera, Music, and Dance Education Through the Lens of Higher Education, odnosno Opersko, muzičko i plesno obrazovanje kroz prizmu visokoškolskog obrazovanja u Beogradu 2017. godine.

## Imenovanja i funkcije van scene
Osnivač i predsednik Udruženja profesionalnih baletskih igrača, koreografa i baletskih pedagoga Srbija – PUBS (2009 –); Član žirija 5. Internacionalnog Festivala savremenog plesa u Alžiru, (15. do 22. novembar 2013); na poziv Evropske mreže nacionalnih opera i baleta iz 27 zemalja Evrope  RESEO gost konferencije u Lisabonu (Portugalija) 2015. godine; na poziv Evropske mreže nacionalnih opera i baleta iz 27 zemalja Evrope  RESEO gost konferencije u Komu (Italija) 2015. godine; Član stručnog žirija 20. Festivala koreografskih minijatura 2016. godine; Predsednik Komisije za izbor projekata u oblasti savremenog stvaralaštva u 2017. godini oblast umetnička igra - klasičan balet, narodna igra, savremena igra (Stvaralaštvo, produkcija i interpretacija) 2017. godina; na poziv Ministarstva inostranih poslova Izraela i Ziv Nevo Kulmana, šefa kulturne diplomatije izraelskog Ministarstva inostranih poslova, a na predlog Ambasade Izraela u Beograda gost Izraelskog festivala u Jerusalimu 2018. godine; na predlog Ambasade Izraela u Srbiji gost 24. International Exposure u Tel Avivu 2018. godina; na poziv umetničkog direktora Ibrahimof Iltera je predstavnik Instituta za umetničku igru na ovogodišnjem V internacionalnom plesnom festivalu Fall for Dance North u Torontu (Kanada).
Po njegovom projektu Plesni teatar Gospođe snimljen je dokumentarni film autorke Anite Panić pod nazivom Gospođe u najboljim godinama (2016).
Od 2019. godine na poziciji v.d. direktora Kulturnog centra Beograda.

## Spoljašnje veze
- Aleksandar Ilić, Narodno Pozorište u Beogradu Архивирано на веб-сајту  (12. мај 2019)
- Kulturni centar Beograd Архивирано на веб-сајту  (29. мај 2020)
- Institut za umetničku igru Архивирано на веб-сајту  (13. јун 2020)
- Fakultet za inženjerski menadžment, Prof. Aleksandar Ilić
- Umetnički direktor BELEF-a Архивирано на веб-сајту  (13. август 2020)
- Aleksandar Ilić, Trinity Laban Konzervatorijumu u Londonu Архивирано на веб-сајту  (29. јул 2016)
- Madlenianum, Praznik Ljubavi
- CorD Magazine PROFILE